# Carl Hansmann
Carl Hansmann (* 9. Juli 1852 in Holzhausen (Homberg); † 13. Mai 1917 in Montigny-lès-Metz) war ein deutscher Chirurg.

## Leben
Hansmann studierte an der Philipps-Universität Marburg und der Julius-Maximilians-Universität Würzburg Medizin. Er wurde Mitglied des Corps Teutonia Marburg (1873) und des Corps Rhenania Würzburg (1874). Nachdem er 1880 das Staatsexamen gemacht und zum Dr. med. promoviert worden war, begann er 1883 die Ausbildung als Assistenzarzt am  St. Georg-Krankenhaus in Hamburg. 1888 ging er an das Hospital Alemán (Buenos Aires). Von 1893 bis 1907 war er dirigierender Arzt am Knappschaftslazarett in Völklingen. 1886 schlug er Plattenosteosynthesen zur operativen Behandlung von Knochenbrüchen vor. Damit nicht nur ein Pionier der Osteosynthese, hat er auch als Erster das heute aktuelle Problem der Winkelstabilität erkannt.
Auf Anregung von Dietmar Wolter hat Johannes Grützke Hansmann auf einem großen Wandbild im Hörsaal des  Berufsgenossenschaftlichen Unfallkrankenhauses Hamburg verewigt.